# Heterospathe lepidota
Heterospathe lepidota är en enhjärtbladig växtart som beskrevs av Harold Emery Moore. Heterospathe lepidota ingår i släktet Heterospathe och familjen Arecaceae. Inga underarter finns listade i Catalogue of Life.